# Stoke St Michael
Stoke St Michael – wieś w Anglii, w hrabstwie Somerset, w dystrykcie (unitary authority) Somerset. Leży 27 km na południe od miasta Bristol i 167 km na zachód od Londynu. W 2001 miejscowość liczyła 912 mieszkańców.